# Cabo-Blanco-Naturreservat
Das Cabo-Blanco-Naturreservat ist das erste in Costa Rica gegründete Naturschutzgebiet.

## Beschreibung
Es befindet sich auf der Nicoya-Halbinsel in der Provinz Puntarenas mit einer geschützten Waldfläche von 1.250 Hektar und ca. 1.800 Hektar geschütztem Küstenbereich.

## Geschichte
Das Reservat wurde 1963 von dem Schweden Nils Olof Wessberg (1919–1975), auch Nicolás oder Olle genannt, und seiner Frau, der Dänin Karen Mogensen (1926–1994) mit Hilfe von Naturschutzorganisationen und der Regierung Costa Ricas gegründet.

## Umgebung
In der Nähe des Reservats befinden sich die touristischen Orte Montezuma, Cabuya, Mal Pais und Santa Teresa.